# Pocinovice

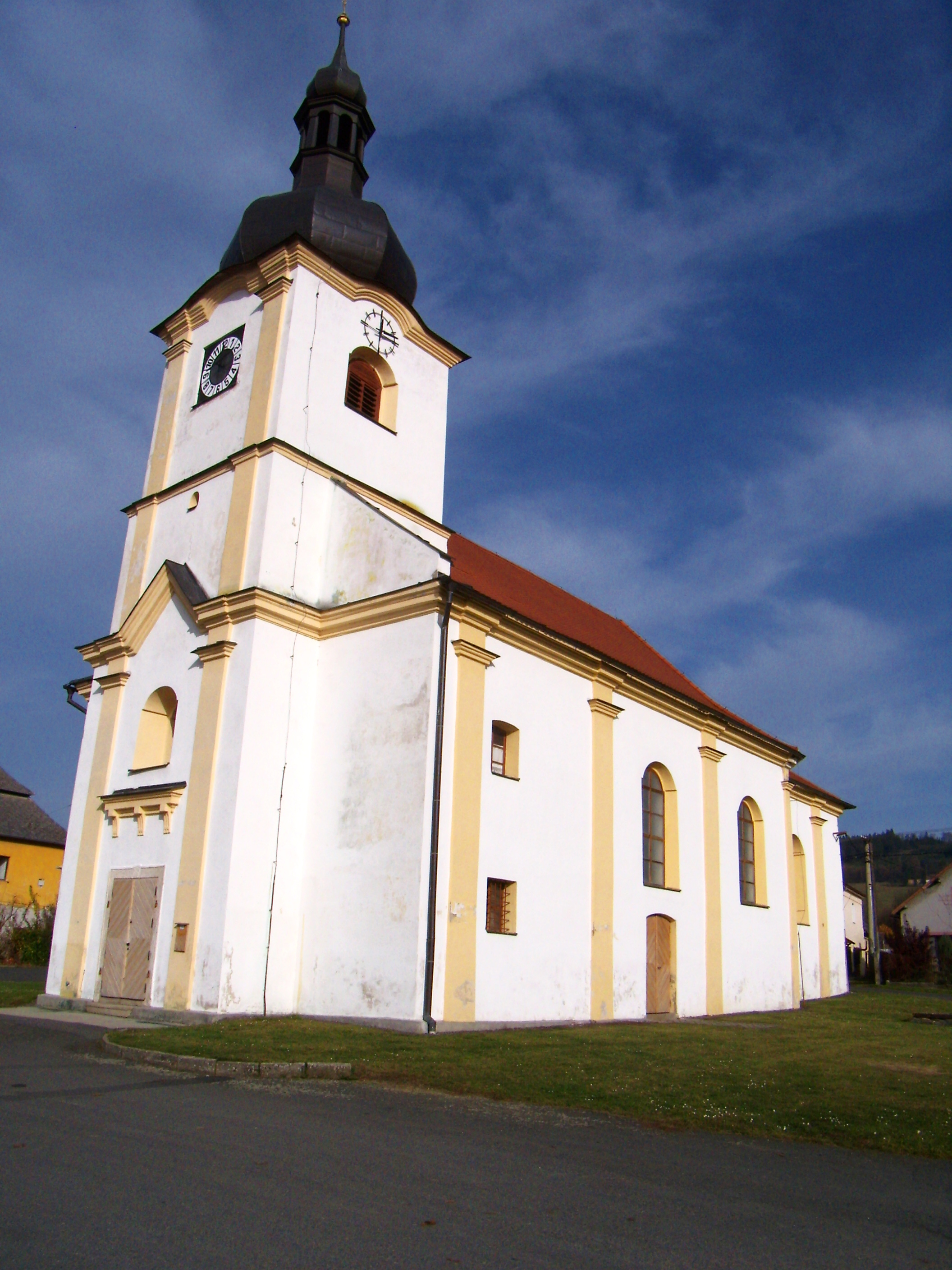
Kirche der hl. Anna

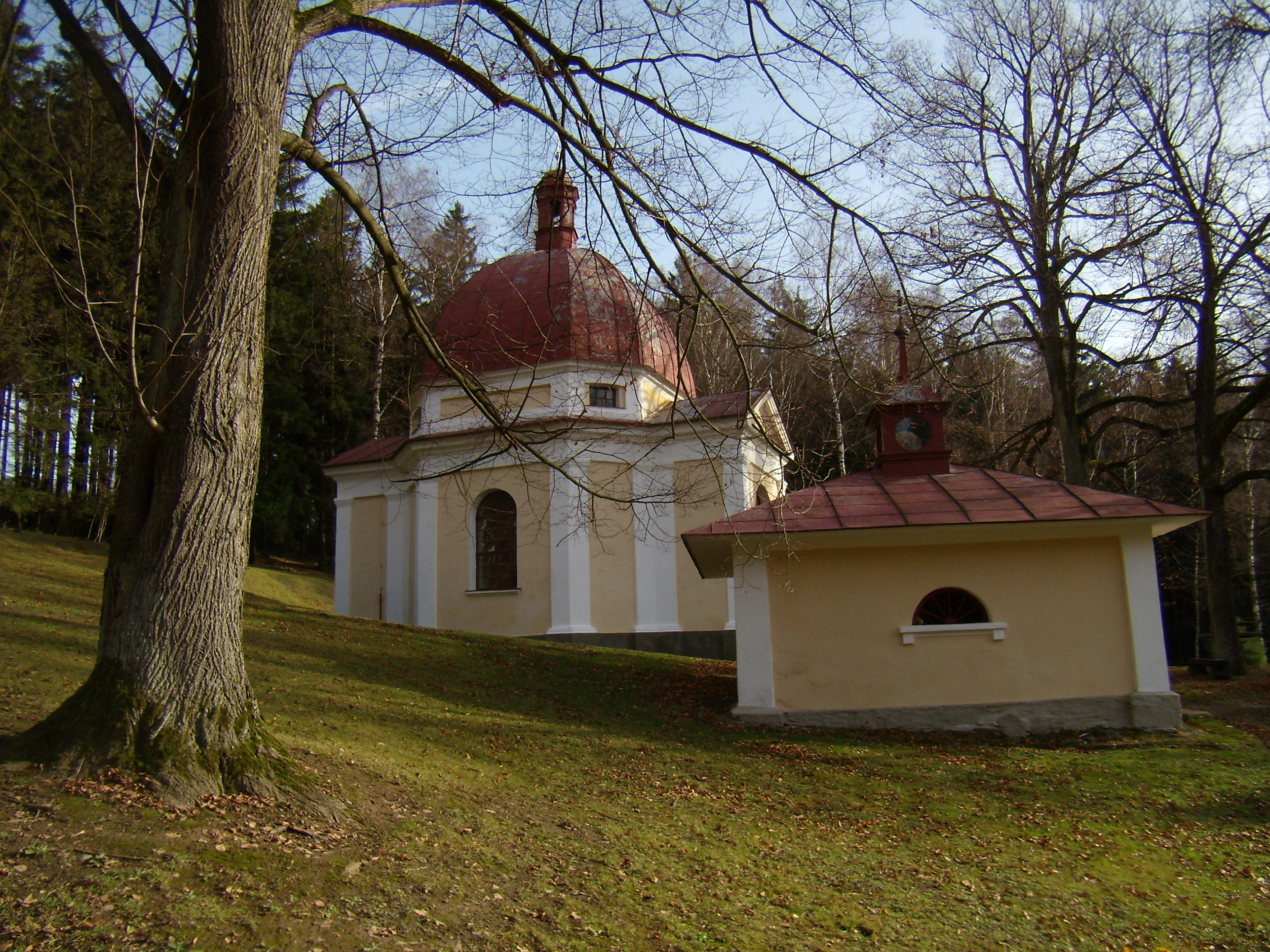
Wallfahrtskapelle der Schmerzreichen Jungfrau Maria in Dobrá Voda

Pocinovice (deutsch Putzeried) ist eine Gemeinde in Tschechien. Sie liegt sechs Kilometer nördlich von Nýrsko und gehört zum Okres Domažlice.

## Geographie
Pocinovice befindet sich im Tal des Baches Andělice in der Neugedeiner Furche. Nördlich erhebt sich die Hora (566 m), im Nordosten die Podhoří (624 m), im Osten die Hůrka (535 m), südöstlich die Úborská hůrka (542 m), im Südwesten die Orlovická hora (723 m) und der Jezvinec (739 m) sowie westlich die Havranice (665 m), der Holý vrch (606 m) und die Malá křížová (585 m). Durch den Ort führen die Bahnstrecke Janovice nad Úhlavou–Domažlice und die Staatsstraße II/192 zwischen Nové Chalupy und Nýrsko.
Nachbarorte sind Libkov und Dobrá Voda im Norden, U Červenků, V Háji, Nová Víska, Draha, Na Ovčině, Dlažov und Miletice im Nordosten, Běhařov und U Špátů im Osten, Úborsko, Koblince und Stříbrný Mlýn im Südosten, Nové Pocinovice, U Marka, U Maňašů, U Nadvesného, U Cihlářů und Hadrava im Süden, U Sekadlů, U Kalčů, U Vítků und U Krocarů im Südwesten, Orlovice, U Havelků und Výrov im Westen sowie U Čížků, U Veseláků, U Blahníků, Chodská Lhota, Loučim und Maškův Mlýn im Nordwesten.

## Geschichte
Die erste urkundliche Erwähnung von Pocinovice erfolgte am 16. März 1325 im Chodenprivileg Johanns von Luxemburg als eines der elf privilegierten Chodendörfer. Das am Fuße des Gewintzywaldes angelegte Dorf war das östlichste und zugleich das größte der Chodendörfer.
Der Bau der Kirche erfolgte in den Jahren 1805–1806.
Nach der Aufhebung der Patrimonialherrschaft bildete Počiňovice/Putzenried ab 1850 mit dem Ortsteil Silberberg / Orlovice eine Gemeinde im Gerichtsbezirk Neugedein. Ab 1868 gehörte die Gemeinde zum Bezirk Taus. Die Namensform Pocinovice ist seit dem Beginn des 20. Jahrhunderts gebräuchlich. Im Jahre 1927 hatte die Gemeinde 1216 Einwohner. Der Ortsteil Silberberg wurde nach dem Münchner Abkommen dem Deutschen Reich zugeschlagen und gehörte von 1939 bis 1945 zum Landkreis Markt Eisenstein. Im Jahre 2012 lebten in der Gemeinde 548 Personen.

## Gemeindegliederung
Die Gemeinde Pocinovice besteht aus den Ortsteilen und Katastralbezirken Orlovice (Silberberg) und Pocinovice (Putzeried). Grundsiedlungseinheiten sind Nové Pocinovice (Neu Putzeried), Orlovice und Pocinovice. Zu Pocinovice gehören außerdem die Einschichten Dobrá Voda, Stříbrný Mlýn, U Červenků, U Cihlářů, U Čížků, U Havelků, U Kalčů, U Korála, U Krocarů, U Marka, U Maňašů, U Matoušků, U Michálků, U Nadvesného, U Sekadlů, U Veseláků und U Vítků sowie ein Anteil der Siedlung Výrov.

## Sehenswürdigkeiten
- Kirche der hl. Anna auf dem Dorfplatz, erbaut 1805–1806
- Wallfahrtskapelle der Schmerzreichen Jungfrau Maria in Dobrá Voda, zu ihr führt von Pocinovice ein Kreuzweg nach Norden. An dem alten chodischen Wallfahrtsort befand sich ursprünglich eine hölzerne Kapelle, die 1908 abbrannte. An ihrer Stelle wurde dann die heutige gemauerte Wallfahrtskapelle erbaut.
- Gehöfte Nr. 47 und 123